# Elias Parish Alvars
Elias Parish Alvars   (Teignmouth, 28 de febrer de 1808 - Viena, 25 de gener de 1849) fou un arpista i compositor del Regne Unit.
Pertanyia a una família jueva i fou deixeble d'en Françoise Dizi, Labane i Nicolas Bochsa. A partir de 1832 viatjà per tot Europa donant concerts i sempre amb el major èxit, al que contribuïen tant l'elegància de la seva execució com l'inesgotable dels seus recursos artístics.
Fou també un dels primers a servir-se de les noves arpes d'Erard, a doble moviment, els efectes de les quals va saber aprofitar meravellosament.
Deixà nombroses composicions, algunes molt notables, com les inspirades en temes populars d'Orient, on havia fet un viatge.